# دون ژوان (نمایش‌نامه)

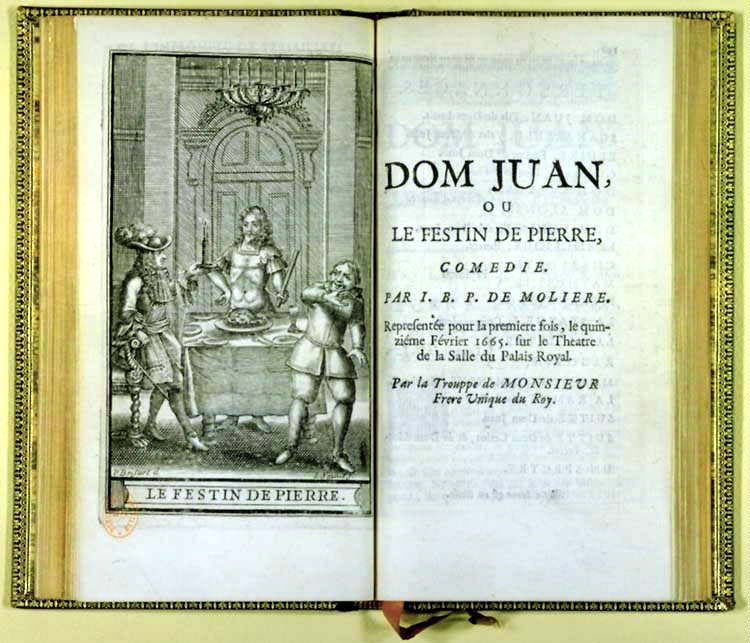
صفحهٔ عنوان دون ژوان یا ضیافت سنگ-نسخهٔ سانسور شده-با نمایش تصویری از مجسمهٔ فرورفته در شن. از آثار بعد مرگ مولیر ۱۶۸۲

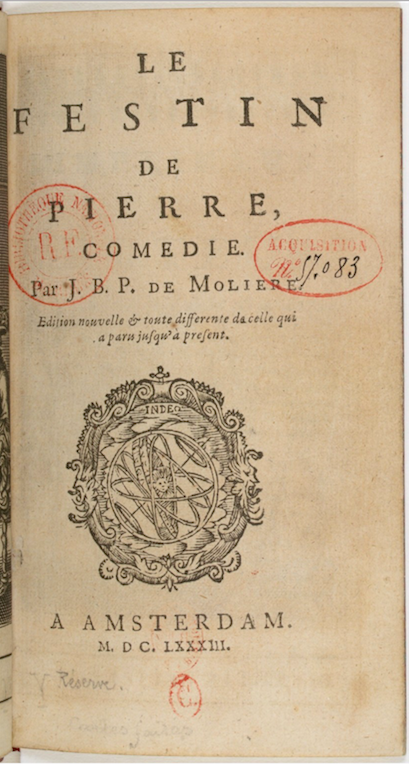
نسخهٔ بدون سانسور دون ژوان، آمستردام، ۱۶۸۳.

دون ژوان یا ضیافت سنگ (به انگلیسی: Dom Juan or The Feast with the Statue)، (به فرانسوی: Dom Juan ou le Festin de Pierre) عنوان نمایش نامه کمدی از مولیر است که بین سال‌های ۱۶۶۴ تا ۱۶۶۵ در ۵ پرده نوشته شده‌است. مولیر خود در این نمایش نامه در اجرای نخست آن در پاریس در نقش اسگانارل بازی کرد.

## داستان نمایش
دون ژوان یک اشراف‌زاده‌است که به همراه خدمتکارش از همسر گریخته و تحت تعقیب برادرهای همسرش است. در این میان او در تلاش برای اغفال زن‌های دیگر است.

## شخصیت‌ها
| عنوان اصلی شخصیت‌ها                      | به فارسی                           |
| --------------------------------------- | ---------------------------------- |
| Dom Juan, son of Dom Louis              | دون ژوان، پسر دون لوئی             |
| Sganarelle, servant to Dom Juan         | اسگانارل، مستخدم دون ژوان          |
| Donna Elvira, wife of Dom Juan          | الویر، همسر دون ژوان               |
| Guzman, gentleman-usher to Donna Elvira | گوسمان، مهتر الویر                 |
| Dom Carlos, brother to Donna Elvira     | دون کارلوس، برادر الویر            |
| Dom Alonzo, brother to Donna Elvira     | دون آلونس، برادر الویر             |
| Dom Louis, father to Dom Juan           | دون لوئی، پدر دون ژوان             |
| Charlotte, peasant, fiancée to Pierrot  | شارلوت، زن روستایی، نامزد فرانسیسک |
| Mathurine, a peasant                    | ماتورین، زن روستایی                |
| Pierrot, a peasant                      | فرانسیسک، مرد روستایی              |
| The Statue of the Commander             | مجسمهٔ فرمانده                      |
| Violette, servant to Dom Juan           | ویولت، مستخدم دون ژوان             |
| Ragotin, servant to Dom Juan            | راگوتن، مستخدم دون ژوان            |
| Monsieur Dimanche, a tradesman          | موسیو دیمانش، کاسب                 |